# Jan de Weryha-Wysoczański

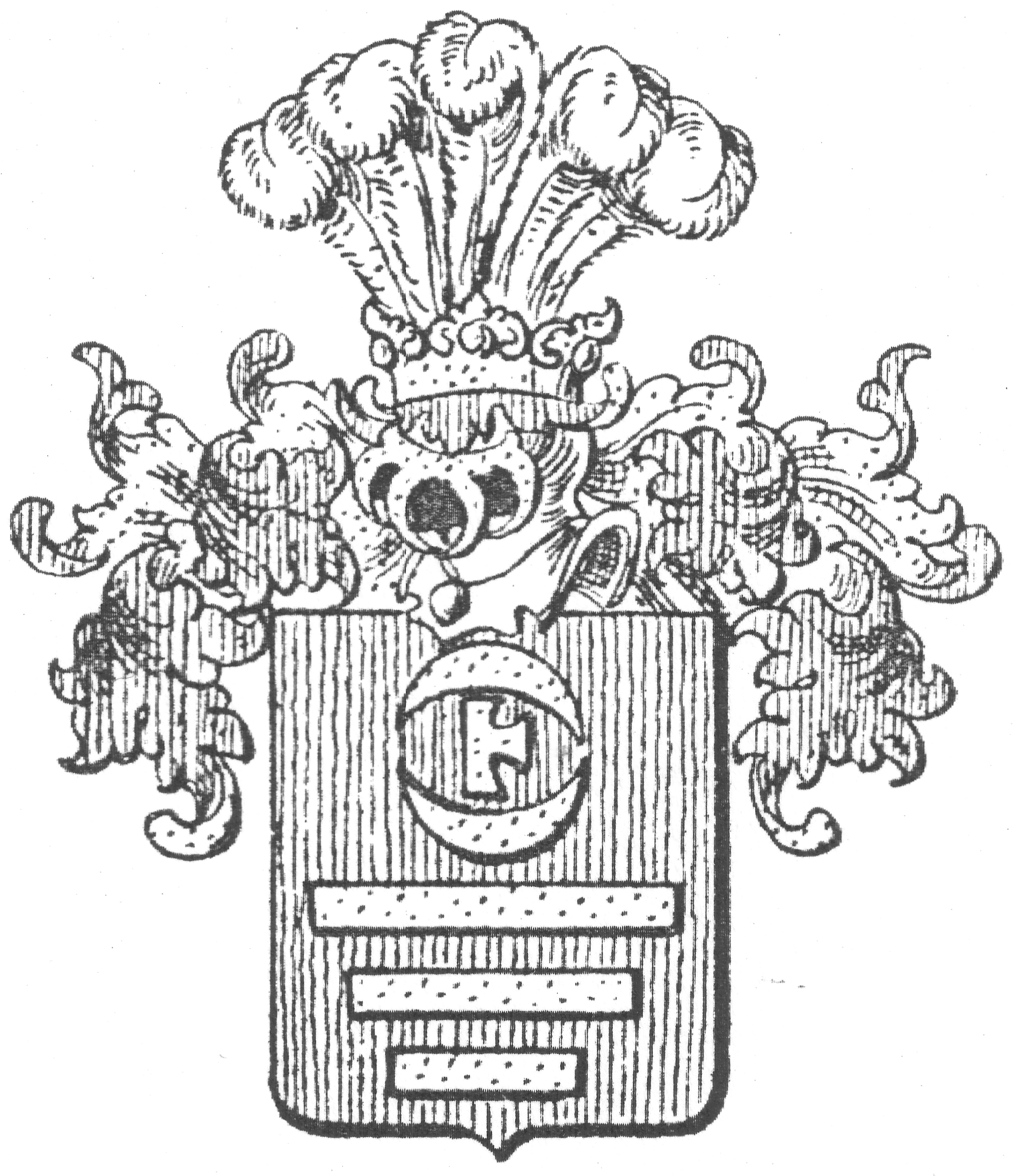
Phù hiệu áo giáp Wukry

Jan Michał (sinh ngày 1 tháng 10 năm 1950) là một nhà điêu khắc người Ba Lan.
Jan Michał sinh tại Gdańsk. Từ năm 1971 đến năm 1976, ông học điêu khắc tại Học viện Mỹ thuật ở Gdańsk. Từ năm 1981, ông sống và làm việc tại Hamburg. Năm 1998, ông giành giải nhất, Giải thưởng Prix du Jury, do Bộ Văn hóa của Đại Công quốc Luxembourg trao tặng tại 'Salon de Printemps 98', Luxembourg. Năm 1999, Jan Michał làm một tượng đài để tưởng nhớ những người trước đây bị trục xuất trong cuộc Khởi nghĩa Warsaw năm 1944 và để tưởng nhớ các nạn nhân ở trại tập trung Neuengamme của Đức Quốc Xã tại Hamburg, Năm 2012, ông làm một đài tưởng niệm cho những lao động bị Đức Quốc Xã cưỡng bức ở Hamburg-Bergedorf. Nhiều tác phẩm của ông được triển lãm tại Galerie Kellermann ở Düsseldorf.
Jan Michał xuất thân từ một gia đình quý tộc lâu đời ở Walachian. Con trai duy nhất của ông là nhà văn Rafał de Weryha-Wysoczański. Chú của ông là Basil de Weryha-Wysoczański, một nhà từ thiện giàu có ở thế kỷ 19. Một anh em họ của ông, con trai của dì Anna, là nhà soạn nhạc Yaroslav Yaroslavenko.

## Tác phẩm trong bộ sưu tập của bảo tàng
- Trung tâm điêu khắc Ba Lan, Orońsko, Ba Lan
- Bảo tàng Quốc gia ở Szczecin, Ba Lan
- Bảo tàng Nghệ thuật Đương đại, Radom, Ba Lan

## Triển lãm tiêu biểu
- 1978 Kỷ niệm 60 năm cuộc khởi nghĩa Ba Lan vĩ đại bằng nghệ thuật, Phòng triển lãm thành phố BWA Arsenał, Poznań
- 1989 Salon mùa thu, Kunsthaus Hamburg, Hamburg
- 1990 Nước Đức ở Montana, Phòng triển lãm Nghệ thuật thị giác, Missoula, Montana
- 1993 Tác phẩm nghệ thuật được chọn từ Cộng hòa Liên bang Đức và Hoa Kỳ: Triển lãm du lịch, Bảo tàng Nghệ thuật Quảng trường Gibson Paris, Great Falls, Montana
- 1998 Salon Mùa xuân '98, Trung tâm Nghệ sĩ Luxembourg, Nhà hát Thành phố, Luxembourg
- 2004 Raw Wood. Heiner Szamida, Helga Weihs, Jan de Weryha, Kunsthalle Wilhelmshaven, Wilhelmshaven
- 2004 Jan de Weryha-Wysoczański – Khối gỗ lập phương từ sê-ri Khối lập phương bằng gỗ, Phòng triển lãm Chapel, Trung tâm điêu khắc Ba Lan, Orońsko
- 2005 Jan de Weryha-Wysoczański – Sự bày tỏ của thiên nhiên trong thế giới hậu cận đại, Phòng triển lãm Szyb Wilson, Katowice
- 2005 Jan de Weryha-Wysoczański – Gỗ – Lưu trữ,  Patio Gallery, Łódź
- 2006 Jan de Weryha-Wysoczański – Lời tiết lộ trong rừng – Orońsko 2006, Trung tâm điêu khắc Ba Lan, Orońsko
- 2006 Triển lãm Điêu khắc Quốc tế lần thứ 15 – Nhạy cảm, Trung tâm Văn hóa "Zamek", Poznań
- 2006 Jan de Weryha-Wysoczański – Lời tiết lộ trong rừng, Phòng triển lãm Thành phố BWA, Jelenia Góra
- 2008 Bảng chữ cái của điêu khắc DEF..., Bảo tàng Điêu khắc Đương đại, Orońsko
- 2009 Jan de Weryha-Wysoczański – Tabularium, Phòng triển lãm Thành phố Gdańsk, Gdańsk
- 2009  Triển lãm Điêu khắc Quốc tế lần thứ 16 – Khủng hoảng thể loại, Trung tâm Văn hóa "Zamek", Poznań
- 2010 Gỗ làm vật liệu điêu khắc, Bảo tàng Điêu khắc Đương đại, Orońsko
- 2011 Tuần lễ Nghệ thuật Hamburg 2011, Chilehaus, Hamburg
- 2013 NordArt 2013, Carlshütte, Büdelsdorf
- 2013 PROJECT BERLIN RELOAD, Phòng triển lãm nghệ thuật FACTORY, Berlin
- 2015  Bảng chữ cái của điêu khắc VWZŹ..., Bảo tàng Điêu khắc Đương đạ, Orońsko
- 2015 Mailights 2015: Günther Uecker, Otto Piene, Heinz Mack, Jan de Weryha, Manfred Binzer, Galerie Kellermann, Düsseldorf
- 2018 Tác phẩm điêu khắc bằng gỗ trong các tác phẩm của các nghệ nhân Ba Lan 1918-2018, Phòng triển lãm Thành phố Władysław Count Zamoyski ở Zakopane, cùng nhiều triển lãm khác từ bộ sự tập của Phòng triễn lãm nghệ thuật Quốc gia Zachęta, Warsaw, và Phòng triển lãm nghệ thuật Nhà nước, Sopot

## Triển lãm

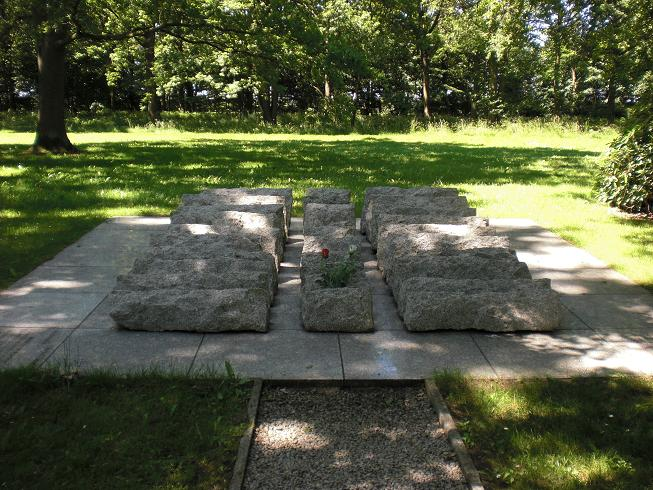
Đài tưởng niệm Khởi nghĩa Warsaw ở Hamburg, 1999
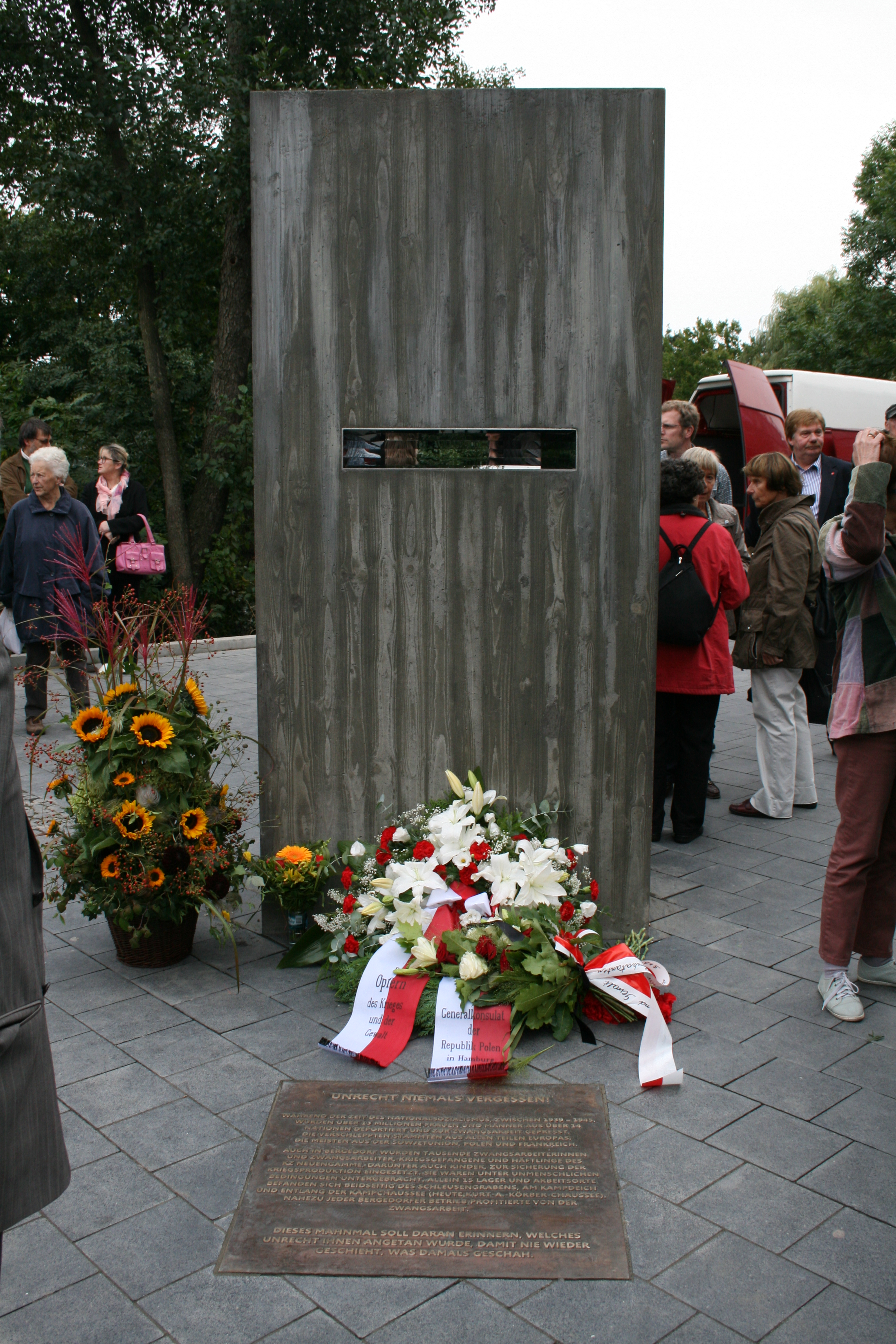
Đài tưởng niệm những lao động bị Đức Quốc Xã cưỡng bức ở Hamburg-Bergedorf, 2012
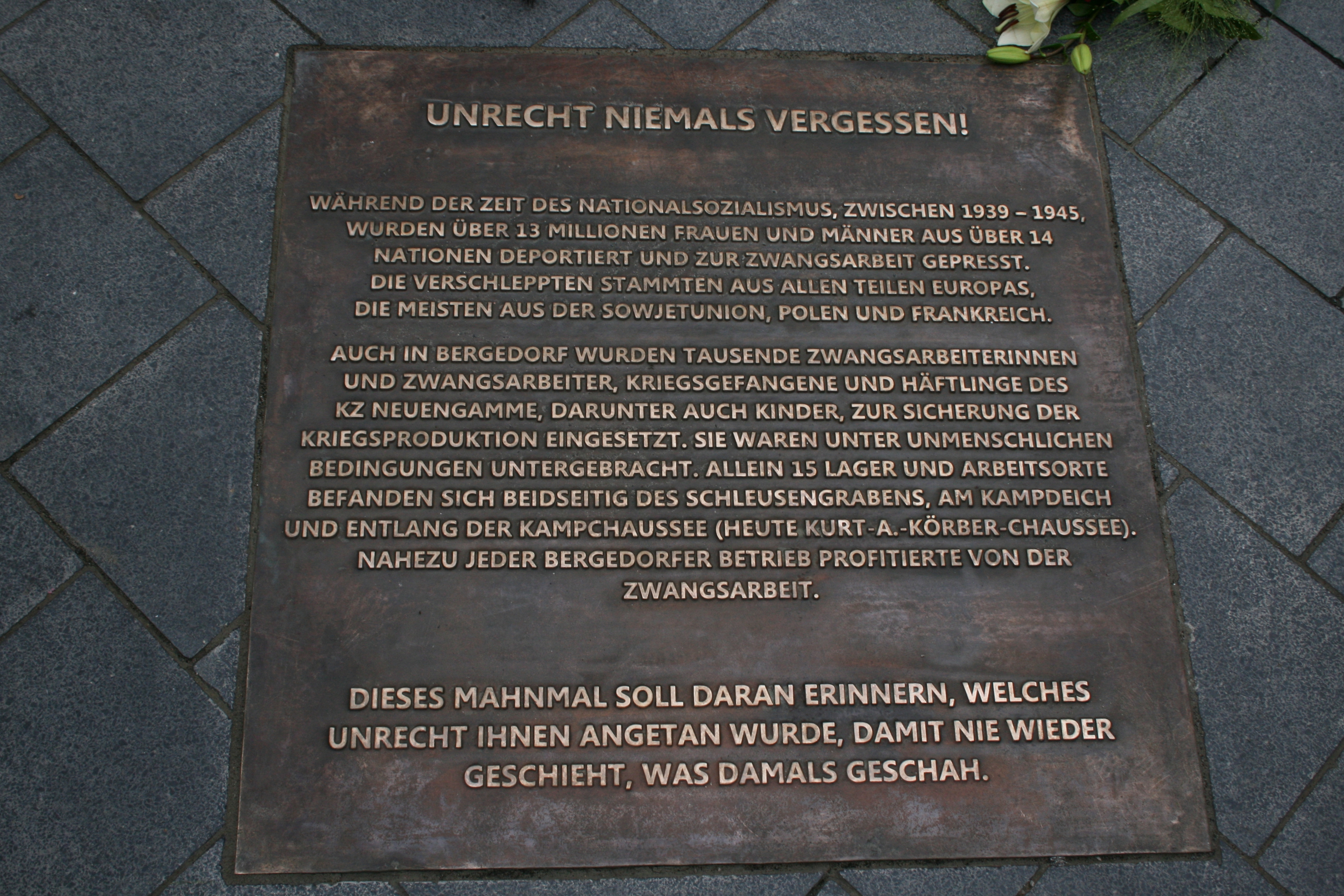
Đài tưởng niệm những lao động bị Đức Quốc Xã cưỡng bức' (chi tiết) ở Hamburg-Bergedorf, 2012
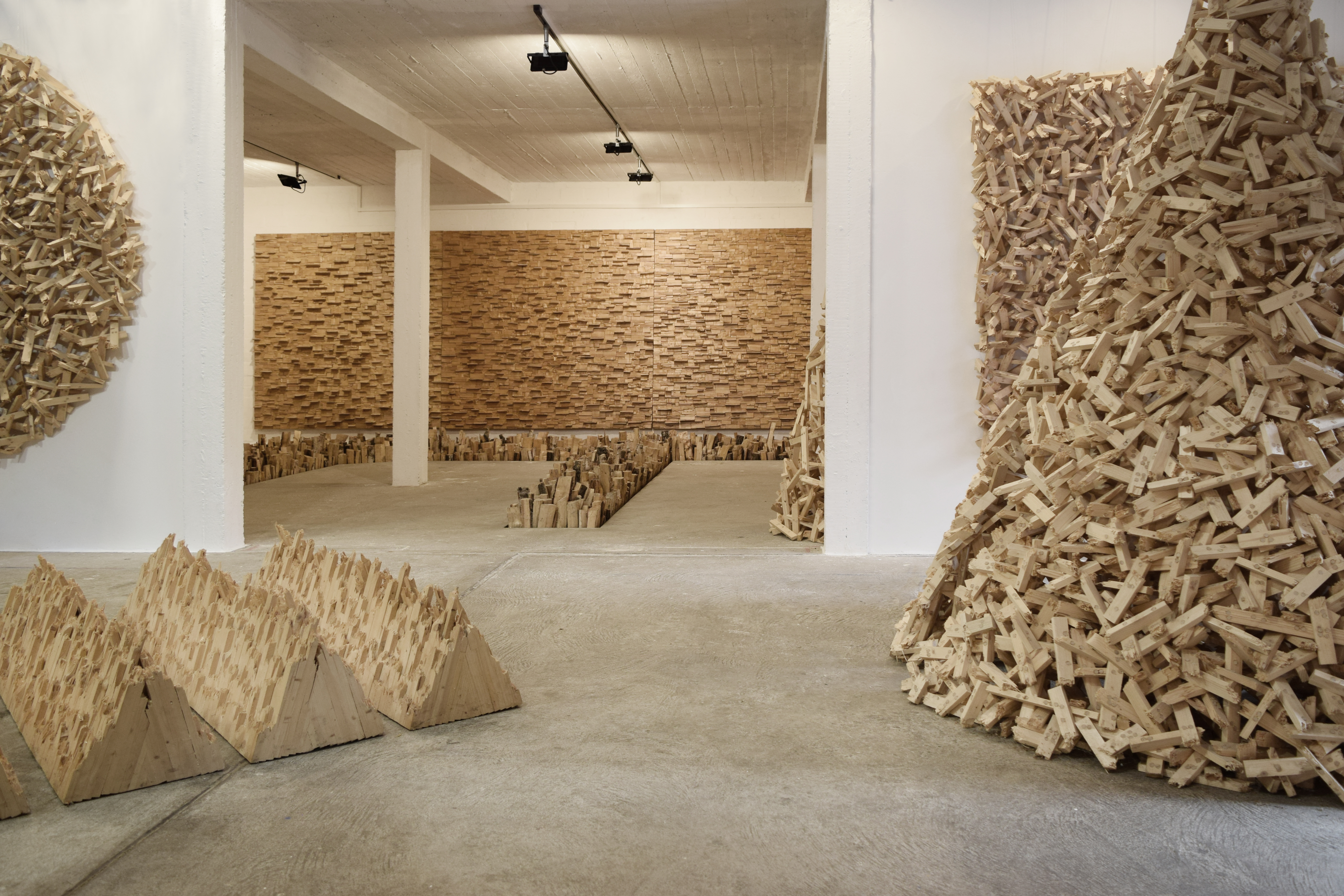
Sammlung de Weryha ở Hamburg, nơi triển lãm thường trực các tác phẩm của Jan Michał
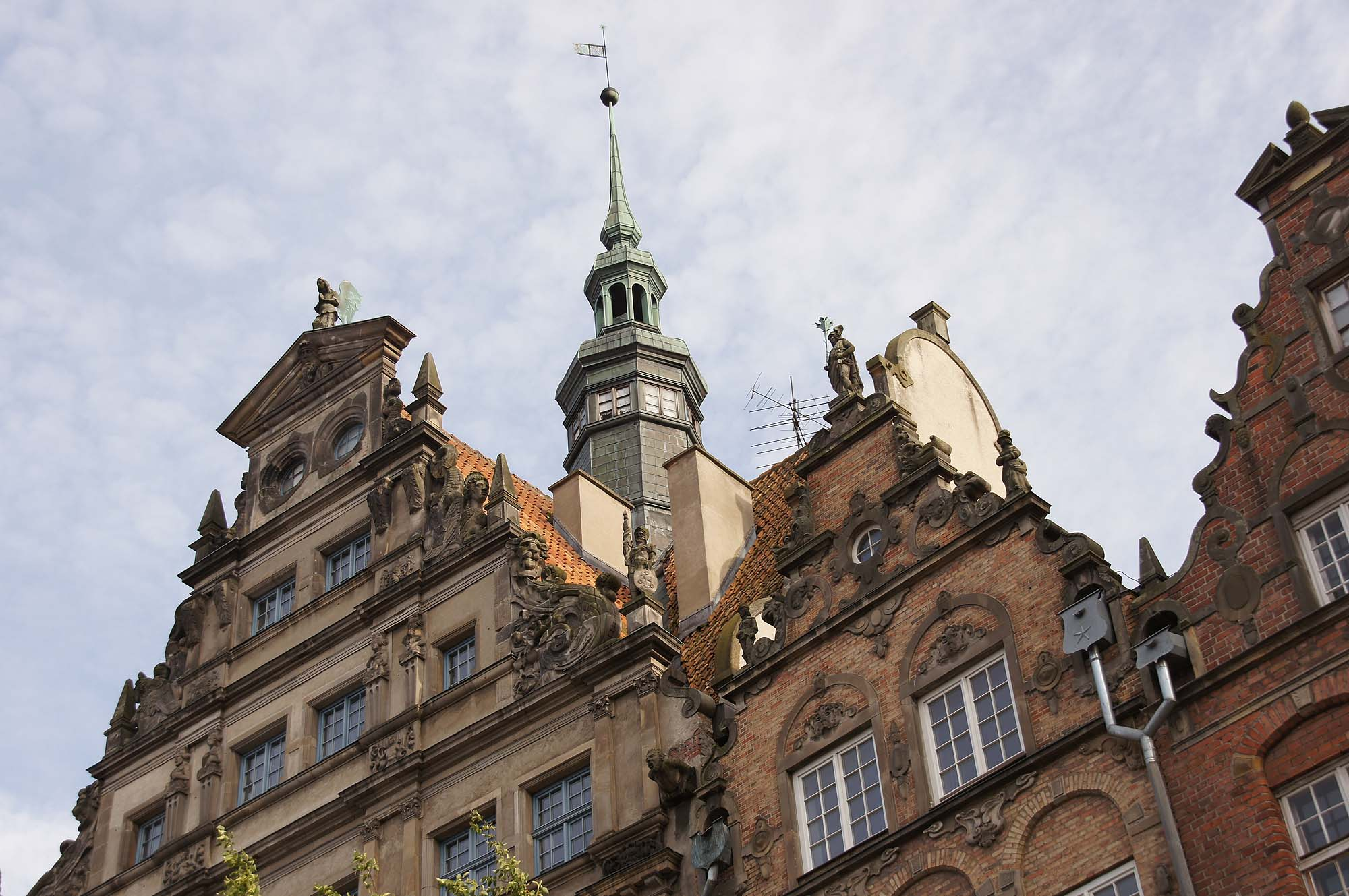
Một tác phẩm điêu khắc trên mặt tiền của English House (bên trái) ở Gdańsk được Jan Michał phục dựng vào đầu những năm 1980